# TV Guanandi
TV Guanandi é uma emissora de televisão brasileira sediada em Campo Grande, capital do Mato Grosso do Sul. Opera no canal 13 (21 UHF digital), e é afiliada à Band. Pertence à Fundação Internacional de Comunicação, grupo de comunicação da Igreja Internacional da Graça de Deus, do missionário R. R. Soares, que também é responsável pelo SBT MS.

## História
A emissora foi fundada como TV Guanandi em 13 de outubro de 1989 pelo político José Elias Moreira, proprietário da TV Caiuás de Dourados, e pelo empresário Jovir Perondi, proprietário do Grupo Matosul. O nome da emissora era uma referência ao Guanandi, árvore nativa da região. Inicialmente, a emissora não possuía programas locais, e retransmitia apenas o sinal da Rede Bandeirantes. Sua primeira produção local foi o telejornal Guanandi Notícias, apresentado por Mário Bernobic, que foi ao ar a partir do dia 23 de janeiro de 1990.
Em 1995, enfrentando dificuldades financeiras, José Elias Moreira vende sua parte na emissora e também a TV Caiuás para o Grupo Matosul, que passa a ter 100% do controle acionário da emissora. No ano seguinte, as duas emissoras foram novamente vendidas, desta vez para o Correio do Estado, também proprietário da TV Campo Grande.
Nesta época, a TV Guanandi ampliou sua programação local, porém, a falta de recursos publicitários fez a direção da emissora reduzir drasticamente o número de programas e de funcionários no início dos anos 2000. Em 2002, o Grupo Correio do Estado negociou a sua venda com o líder da Igreja Internacional da Graça de Deus, R. R. Soares, que adquiriu também a TV Dourados. A emissora passou então a fazer parte da Fundação Internacional de Comunicação, órgão vinculado a IIGD, mas ao contrário da emissora de Dourados, que passou a ser geradora da Rede Internacional de Televisão, a TV Guanandi continuou afiliada à Band.

Logotipo da emissora entre 2016 e 2020

Em julho de 2016, o deputado Maurício Picarelli assumiu a gerência da TV Guanandi, enquanto seu filho assumiu a direção geral. A partir disso, o canal passou por diversas reformulações e corte de programas locais. Em agosto, o canal passou a fazer expectativa para sua nova grade de programação e seu novo nome, e em 5 de setembro, a emissora passou a se chamar TV Interativa. O arrendamento durou 4 anos, e em 23 de novembro de 2020, a emissora voltou a utilizar o nome antigo, TV Guanandi.

## Sinal digital
| Canal virtual | Canal digital | Proporção de tela | Programação                                 |
| ------------- | ------------- | ----------------- | ------------------------------------------- |
| 13.1          | 21 UHF        | 1080i             | Programação principal da TV Guanandi / Band |

A emissora iniciou suas transmissões digitais em 24 de abril de 2015, através do canal 21 UHF.
Transição para o sinal digital
Com base no decreto federal de transição das emissoras de TV brasileiras do sinal analógico para o digital, a então TV Interativa, bem como as outras emissoras de Campo Grande, cessou suas transmissões pelo canal 13 VHF em 31 de outubro de 2018, seguindo o cronograma oficial da ANATEL.

## Retransmissoras
| Cidade               | Analógico | Digital | Cidade               | Analógico | Digital | Cidade         | Analógico | Digital |
| -------------------- | --------- | ------- | -------------------- | --------- | ------- | -------------- | --------- | ------- |
| Água Clara           | 12        | 22      | Anastácio            | 07        | -       | Antônio João   | -         | 13 (22) |
| Aparecida do Taboado | -         | 14 (22) | Bataguassu           | -         | 06 (45) | Batayporã      | -         | 13 (22) |
| Bonito               | -         | 21      | Caracol              | -         | 10 (22) | Cassilândia    | 09        | -       |
| Chapadão do Sul      | -         | 11 (21) | Eldorado             | -         | 06 (22) | Iguatemi       | -         | 12 (51) |
| Ladário              | -         | 09 (50) | Nova Alvorada do Sul | 11        | 22      | Porto Murtinho | -         | 10 (44) |
| Rio Negro            | -         | 08 (45) | Sete Quedas          | -         | 02 (22) | Tacuru         | -         | 05 (22) |